# 희망샘도서관
희망샘도서관은 경기도 수원시 권선구 고색동 소재의 도서관이다.

## 이용 안내
휴관일
- 매주 일요일
- 법정공휴일
- 관장이 정한 임시휴일